# Tati (gruppo etnico)
I tati sono un gruppo etnico di origine iranica del Caucaso. 
Si stima che i tati di Arran, la comunità più grande in Azerbaigian, siano circa 22.000. I tati discendono dalle tribù persiane che migrarono verso i monti del Caucaso tra il V e il VI secolo.
La maggioranza dei tati del Daghestan (circa 15.000) vivono a Kaitag, Magaramkend, Derbent e Machačkala. Un altro piccolo gruppo è stanziato a nord del Caucaso (Gornyj e Nal'čik). I tati di Arran vivono nelle valli dell'Azerbaigian nord-orientale, lungo i confini con la Russia, con importanti concentrazioni a Krasnaja Sloboda e Oğuz. Un'altra grande comunità è stanziata intorno a Baku.
I tati includono tre sottogruppi: i musulmani (al 90% sciiti), i cristiani e gli ebrei (conosciuti anche come ebrei della montagna). Su questi ultimi c'è stata qualche divergenza in passato tra gli etnologi: alcuni considerano gli ebrei della montagna non come un gruppo etnico separato ma semplicemente come una comunità ebraica che ha acquisito la lingua tata; altri vedono in essi i discendenti dei tati che si sono convertiti al giudaismo. Tutti i tre sottogruppi dei tati parlano un unico dialetto di origine persiana denominato lingua tata. Siccome non esiste un alfabeto per questa lingua, i tati usano la lingua azera per comunicare in forma scritta.
I turchi originariamente coniarono il termine "tati" per designare i gruppi del Caucaso che non avevano origini turche. Denominazioni alternative erano tatiani e dagchufut.
Sebbene i tati siano sempre stati un popolo di agricoltori, nel corso dei secoli hanno sviluppato notevoli comunità cittadine. I contadini che vivono nelle valli coltivano riso, mais, orzo e allevano mucche. Quelli che vivono sulle montagne allevano anche pecore, tori e bufali. 
Nelle aree a nord-est, i gruppi di case, non superiori a 100, 120 unità, sono costruiti essenzialmente vicino ai corsi d'acqua ed ogni villaggio contiene un proprio edificio religioso. Le famiglie dei tati rurali vivono in case con une o due stanze, costruite con basi in cemento e pareti in pietra. Nelle case a due piani, quello superiore viene utilizzato per dormire e quello inferiore per le attività lavorative. I tati sono considerati una società molto chiusa alle influenze esterne soprattutto perché i matrimoni sono consentiti solo tra esponenti tati mentre sono fortemente proibite le unioni con elementi di etnie diverse.